# Fikret Karabudak Stadyumu
Das Fikret Karabudak Stadyumu (deutsch Fikret-Karabudak-Stadion) ist ein Fußballstadion in der türkischen Stadt Kırıkkale der gleichnamigen Provinz. Es trägt den Namen des Politikers Fikret Karabudak (1893–1962). Der Fußballverein MKE Kırıkkalespor nutzt die Anlage als Heimspielstätte. Der Baubeginn und die Eröffnung fanden 1930er statt. Das Stadion bietet 5.402 Plätze.